# Sandoz
Сандоз — фармацевтична компанія, є світовим лідером у галузі генеричних лікарських засобів (генериків) та біосимілярів,  препаратів для дерматології та трансплантації. Займає лідерські позиції в галузі генеричних препаратів для лікування серцево-судинних та офтальмологічних захворювань, розладів центральної нервової системи (ЦНС) та болю, а також препаратів для терапії онкологічних, респіраторних та гормональних захворювань.

## Походження назви
Свою назву компанія отримала на честь Едуарда Сандоза (фр. Édouard Constant Sandoz), одного із її засновників. Спочатку компанія займалась виготовленням промислових фарб і мала в своїй назві прізвище ще одного співзасновника Альфреда Керна — "Chemical Company Kern & Sandoz". Першою випущеною продукцією були барвники синього та червоного кольорів. Згодом Альфред Керн загинув, і одноосібне керівництво перейшло до Едуарда Сандоза, який започаткував виробництво ліків і перейменував компанію на "Sandoz".

## Історія компанії
1886 - Заснування Альфредом Керном і Едуардом Сандозом компанії в місті Базель (Швейцарія).
1895 - Загибель Керна. Едуард Сандоз вирішив займатись фармацевтичною діяльністю. Першим випущеним фармацевтичним продуктом був  жарознижувальний засіб - антипірин. 
1899 - Компанія почала займатись виробництвом підсолоджувачів. Випуск сахарину.
1917 - Створення професором Артуром Столом фармацевтичного відділу компанії. Початок виробництва ерготаміну під маркою "Гінерген". 
1929 - Створення хімічного відділу. В цьому ж році був випущений "Кальцій Сандоз", який став основою для сучасної терапії кальцієм.  
1939 - назва Chemical Company Kern & Sandoz змінена на Sandoz. Початок розвитку сільськогосподарського бізнесу. Перший розроблений продукт - пестицид «Коппер Сандоз». 
1946 - паралельно у повоєнній Австрії була заснована компанія «Біокемі» (Biochemie) для виробництва дефіцитного і вкрай необхідного для населення пеніциліну. В 1951 році двома дослідниками компанії Biochemie відкрито стійкий до хімічних речовин пеніцилін, що дозволило пероральне застосування препарату.
1963 - «Сандоз» купує компанію «Biochemie GmbH», що знаменує собою початок широкомасштабного виробництва антибіотиків і речовин, розроблених на основі біотехнологій.
1964 - в Східному Ганновері, штат Нью-Джерсі, США був утворений перший дослідний центр за межами Швейцарії.
1967 - після об'єднання з Вандер, компанія починає виробництво дієтичних добавок.
1981 - На базі Університетського коледжу в Лондоні (Велика Британія) заснований Інститут медичних досліджень «Сандоз».
1990 - «Сандоз» стає холдингом.
1996 - Компанія «Сіба» і «Сандоз» об'єднуються, формуючи компанію «Новартіс». Глобальною штаб-квартирою підрозділів генерикових лікарських препаратів стає «Біокемі», об'єднавши компанії «Женева», «Ролаб», «Мультифарма» і «Азуфарма».
2000 - Компанія «Новартіс» купує європейську компанію «БАСФ Фарма» по виробництву генерикових препаратів.
2003 - «Новартіс» об'єднує бізнес з виробництва генериків під одним брендом - «Сандоз» (після об'єднання в 1996 році компанія була частиною "Новартіс", а тепер стала окремим підрозділом, який займався виробництвом генериків).
2006 - «Сандоз» стає першою фармацевтичною компанією-виробником генериків, що отримала схвалення на виробництво біоаналогів в ЄС і США.
2009 - «Сандоз» купує  спеціалізований підрозділ по виробництву ін'єкційних генериків для лікування онкологічних захворювань - "ЕБЕВЕ Фарма».
2012 - після того як «Сандоз» купує «Фоугера Фармасьютікалс», вона займає місце лідера в області генериків для місцевого застосування в дерматології. 

## Розробки  (Бренд Сандоз)
Після того, як компанія "Новартіс" зробила "Сандоз" окремим підрозділом, той став світовим лідером з виробництва генериків. Таким чином назву Сандоз було відновлено і вона знову була у всіх на устах. Це дало змогу збільшити прибутки компанії до 10 мільйонів доларів на рік. 
Генерик не є оригінальним лікарським препаратом, винайденим і запатентованим компанією, це преперат-копія. Він має такі самі лікарські властивості як оригінал і має таку ж діючу речовину, може мати інші допоміжні речовини, але загалом його дія не відрізняється від уже запатентованого.Використання уже запатентованих речовин дало змогу  зробити лікарські засоби дешевшими і попит на них серед пересічних громадян зріс. Це дало змогу збільшити прибутки компанії. 
Біосиміляр — біологічно подібний ЛП як версія вже зареєстрованого біологічного ЛП з доведеною на основі всебічного порівняння подібністю фізико-хімічних характеристик, ефективності та безпеки. В нього може бути інша діюча речовина, або добута іншими методами (це може бути рекомбінантний метод з використанням інших організмів), також можуть бути інші методи очистки цієї речовини. Але хоч і хімічно структура може трохи відрізнятись від оригінальної (уже запатентованої), її біологічна дія має бути однаковою, або дуже схожою з оригінальною речовиною. Це дало змогу зменшити витрати на дорогі методи очистки чи середовища, де будуть жити організми, з яких потім будуть добуватись рекомбінантні сполуки. Це, як і попередні лікарські засоби, допомогло збільшити прибутки компанії. 
Таким чином на прикладі цієї компанії можна зробити висновок, що не завжди обов'язково шукати нові діючі речовини та засоби їх отримання. Можна стати світовим лідером використовуючи вже запатентовані. 
Але звичайно в компанії були і свої розробки.
Наприклад:
У 1938 році Альберт Хофман (Базель, Швейцарія) вперше отримав речовину LSD-25. Спочатку препарат на основі цієї речовини  використовувався в психіатрії (для лікування шизофренії), потім його почали застосовувати в лікуванні депресії, амнезії, алкоголізму, героїнової та кокаїнової залежності. Виробництво було припинено в 1966 році.
У 1972 році в лабораторіях «Сандоз» (Базель, Швейцарія) було відкрито дію циклоспорину, який використовується в трансплантології і для лікування нефротичного синдрому, ревматоїдного артриту, псоріазу, атопічного дерматиту.
У 1974 році у Відні компанією Sandoz Research Institute був відкритий нафтифін (протигрибковий засіб для зовнішнього застосування з класу аллиламінів). Речовина використовується в лікуванні грибкових захворювань нігтів і шкіри.

Окрім виготовлення самих препаратів компанія розробляє методи доставки ліків до тканин-мішеней таким чином, щоб ці препарати не впливали на органи і тканини, яким він може нашкодити на шляху до свого місця призначення. 
Наприклад: 
- Деякі препарати проти респіраторних захворювань випускають для інгаляційного застосування, а не перорально.
- Препарати, які вводяться в організм шляхом ін'єкцій.
- Таблетки з твердим покриттям, для повільнішого виділення речовин з них.
- Пероральні плівки для пацієнтів, які мають проблеми з ковтанням таблеток.
- Трансдермальні пластирі, для передачі речовин через шкіру безпосередньо у кров.

## Приклади препаратів

### Антибіотики
Серед поширених генеричних препаратів сандоз велику увагу приділяють антибіотикам. Антибіотики відіграють основну роль у сучасній системі охорони здоров'я. Тому компанія, як світовий лідер з виробництва генериків, приділяє їх виробництву велику увагу. 
Виробництво антибіотиків почалось ще з 1963 року, коли компанія купила "Біокемі". Ця компанія прославилась зокрема тим, що відкрили кислотостійкий пеніцилін ще в 1951 році. Після цього вони почали масштабне його виробництво. Компанія має широку палітру антибіотиків на основі пеніцилінів, цефалоспоринів і макролідів - ці препарати складають основу сучасних ліків. 
Наприклад:
- Цефуроксим САНДОЗ®  - пероральна форма бактерицидного цефалоспоринового антибіотика цефуроксиму проявляє активність проти широкого спектра грампозитивних та грамнегативних бактерій.

- Пеніцилін G НАТРІЄВА СІЛЬ САНДОЗ® (PENICILLIN G SODIUM SANDOZ) - бета-лактамні антибіотики, пеніциліни, як і попередній стійкий до дії більшості бета-лактамаз.

Окрім виготовлення генеричних антибіотиків компанія бере участь в досліджені причин резистентності організмів до антибіотиків  та розробці методів боротьби проти цього явища. Цим займається не лише Сандоз а й уся компанія Новартіс. 

### Препарати для лікування респіраторних захворювань
Компанія займає передові позиції в виробництві препаратів для лікування респіраторних захворювань. Має на меті вдосконалення якості лікування астми та хронічного обструктивного захворювання легенів, а також полегшення стану, викликаного сезонними алергіями.
Наприклад: 
- АЦЦ ГАРЯЧИЙ НАПІЙ МЕД ЛИМОН (ACC® HOT DRINK HONEY AND LEMON) - відхаркувальні засоби, за винятком комбінованих препаратів, що містять протикашльові засоби.

- ЛОРАНО - протиалергічний засіб.

### Препарати місцевої дії та інші
Розроблено багато медпрепаратів місцевої дії та засобів діагностики вірусів.
Наприклад:
- ДИКЛАК® ГЕЛЬ -  препарат для місцевого застосування при суглобовому та м'язовому болю.

- АЦИК® крем (ACIC® cream) - противірусний препарат для місцевого застосування.

- АЦИК® таблетки (ACIC®  tabulettae) - противірусний препарат для системного застосування.

- ЛІНЕКС ФОРТЕ® (LINEX FORTE®) - антидіарейні мікробні препарати.

- ІММУНАЛ® (IMMUNAL) імуностимулятори[8]

## Нагороди
"Панацея" - щорічний конкурс для професіоналів фармацевтичної галузі. Проводиться з метою визначення кращих працівників фармацевтичної галузі.  
Компанія Сандоз в 2017 році здобула шість нагород у цьому конкурсі. Нагороди компанія отримала через високу якість своїх препаратів, та завдяки злагодженій роботі усіх її працівників. 5 препаратів, випущених компанією були визнані переможцями в проекті "Препарат року". А шосту нагороду компанія отримала в номінації "Проект року" за активну ініціативу у розробці методів боротьби проти резистентності бактерій до антибіотиків.  

### Препарати року
- АЦЦ - засіб проти кашлю, та для лікування інших гострих респіраторних захворювань. Діючою речовиною в ньому є ацетилцистеїн. Швидкодіючий муколітик, який зменшує густину та липкість слизу в дихальних шляхах, полегшуючи кашель.
- Бронхо-мунал - препарат, що стимулює природні захисні властивості організму проти інфекцій дихальних шляхів. Діючою речовиною є ліофілізований лізат.
- Лінекс - препарат, який сприяє підтриманню нормальної кишкової мікрофлори і відновленню порушеного балансу мікроорганізмів у кишечнику. Містить у своєму складі 3 різні види ліофілізованих життєздатних молочнокислих бактерій з різних відділів кишечнику. Діючою речовиною є КУО — колонієутворюючі одиниці антибіотикорезистентних молочнокислих бактерій.
- Екзодерил - використовується проти грибкових інфекцій і має протизапальну дію. Випускається у вигляді крему. Діюча речовина нафтифін гідрохлорид.
- Диклак - протизапальний засіб зовнішнього застосування на основі похідних фенілоцтвої кислоти.

## Проект року
Проблеми виготовлення антибіотиків в тому що бактерії мають здатність швидко адаптуватися до них. Тому їх потрібно постійно змінювати. Багато сучасних фармацевтичних компаній намагаються подолати цю проблему. Компанія запровадила в Україні проект під назвою "Ініціатива щодо боротьби з резистентністю до протимікробних засобів SARI (англ. Sandoz Antimicrobial Resistance Initiative)", який і став переможцем номінації "Проект року". Мета цього проекту показати, що в Україні часто антибіотики використовують нераціонально. Тому заходи проекту були спрямовані на підвищення антибіотикорезистентності в Україні, та відповідальності медпрацівників до приписування антибіотиків пацієнтам. 